# Mamerco Emilio Mamercino
Mamerco Emilio Mamercino  fue un político y militar romano del siglo V a. C. perteneciente a la gens Emilia. Ocupó tres veces la dictadura.

## Familia
Mamercino fue miembro de los Emilios Mamercinos, una rama familiar patricia de la gens Emilia. Descendía del tres veces consular Lucio Emilio Mamerco y fue padre de Manio Emilio Mamercino y Lucio Emilio Mamercino.

## Carrera pública
Aparece por primera vez en la historia cuando es nombrado cuestor en el año 446 a. C. En el año 438 a. C. es nombrado tribuno consular, en un año marcado por el asesinato de los embajadores romanos en Fidenas.
Fue nombrado dictador en el año 437 a. C. para continuar la guerra contra los veyentes y fidenates, porque Fidenas se había rebelado en el año anterior y pasado a Lars Tolumnio, el rey de Veyes. Mamercino nombró a Lucio Quincio Cincinato su magister equitum y obtuvo una brillante victoria sobre las fuerzas de Tolumnio, por lo que fue honrado con un triunfo.
Fue en esta batalla donde Livio señala que Lars Tolumnio fue muerto en combate singular por Aulo Cornelio Coso, pero es dudoso que este evento haya ocurrido en este año. De hecho, la conquista de Fidenas y la muerte de Lars Tolumnio según Niebuhr ocurrieron en 426 a. C., año en el que Emilio Mamercino fue dictador por tercera vez. (Hist, de Roma, vol. Ii. P. 458.). 
Fue nombrado dictador por segunda vez en el año 434 a. C. con Aulo Postumio Tuberto en el cargo de magister equitum con motivo de la amenaza de una inminente guerra con Etruria. Sin embargo, esta situación se disipó sin que Mamercino siquiera tuviera la necesidad de abandonar Roma. En su lugar, promulgó una ley que limitaba a dieciocho meses la duración de la censura, que antes duraba cinco años. Esta medida fue recibida con gran entusiasmo por el pueblo, pero los censores en el cargo se enfurecieron tanto con él, que borraron su nombre de su tribu, le impusieron una fuerte multa y le redujeron a la condición de un simple aerarii.
Ocupó el consulado una tercera vez en el año 426 a. C. con Aulo Cornelio Coso como su magister equitum. Fue probablemente en este año que Coso mató a Tolumnio en combate singular, en el transcurso de un nuevo enfrentamiento contra Fidenas y Veyes, y no el año 437 a. C. como mencionaba Tito Livio.